# Glatigny (Manche)
Glatigny település Franciaországban, Manche megyében. Lakosainak száma 143 fő (2018. január 1.). Glatigny Surville, Bretteville-sur-Ay és Montgardon községekkel határos.

## Népesség
A település népességének változása:
| Lakosok száma | 147  | 146  | 138  | 127  | 144  | 155  | 143  | 156  | 143  | 143  |
|               | 1962 | 1968 | 1982 | 1990 | 1999 | 2008 | 2011 | 2013 | 2017 | 2018 |